# Wasil Warabjou
Wasil Alaksandrawicz Warabjou (biał. Васіль Аляксандравіч Варабёў, ros. Василий Александрович Воробьëв, Wasilij Aleksandrowicz Worobjow; ur. 25 maja 1971 w Mińsku) – białoruski narciarz, specjalista narciarstwa dowolnego. Najlepszy wynik na mistrzostwach świata osiągał na mistrzostwach w Meiringen, gdzie zajął 4. miejsce w skokach akrobatycznych. Dwukrotnie zajmował 13. miejsce w tej samej konkurencji na igrzyskach olimpijskich w Lillehammer oraz igrzyskach olimpijskich w Nagano. Najlepsze wyniki w Pucharze Świata osiągnął w sezonie 1995/1996, kiedy to zajął 22. miejsce w klasyfikacji generalnej, a w klasyfikacji skoków akrobatycznych był siódmy.
W 2001 r. zakończył karierę.

## Osiągnięcia

### Igrzyska olimpijskie
| Miejsce | Dzień     | Rok  | Miejscowość | Konkurencja        | Zwycięzca            |
| ------- | --------- | ---- | ----------- | ------------------ | -------------------- |
| 13.     | 24 lutego | 1994 | Lillehammer | Skoki akrobatyczne | Andreas Schönbächler |
| 13.     | 18 lutego | 1998 | Nagano      | Skoki akrobatyczne | Eric Bergoust        |

### Mistrzostwa świata
| Miejsce | Dzień       | Rok  | Miejscowość | Konkurencja        | Zwycięzca         |
| ------- | ----------- | ---- | ----------- | ------------------ | ----------------- |
| 7.      | 14 marca    | 1993 | Altenmarkt  | Skoki akrobatyczne | Philippe LaRoche  |
| 10.     | 19 lutego   | 1995 | La Clusaz   | Skoki akrobatyczne | Trace Worthington |
| 22.     | 9 lutego    | 1997 | Iizuna      | Skoki akrobatyczne | Nicolas Fontaine  |
| 4.      | 13 lutego   | 1999 | Meiringen   | Skoki akrobatyczne | Eric Bergoust     |
| 25.     | 20 stycznia | 2001 | Whistler    | Skoki akrobatyczne | Alaksiej Hryszyn  |

#### Miejsca w klasyfikacji generalnej
- sezon 1991/1992: 108.
- sezon 1992/1993: 89.
- sezon 1993/1994: 95.
- sezon 1994/1995: 37.
- sezon 1995/1996: 22.
- sezon 1996/1997: 62.
- sezon 1997/1998: 41.
- sezon 1998/1999: 57.
- sezon 1999/2000: 54.
- sezon 2000/2001: 74.

#### Miejsca na podium
1. Tignes – 17 grudnia 1994 (skoki akrobatyczne) – 3. miejsce
2. Lake Placid – 5 stycznia 1996 (skoki akrobatyczne) – 3. miejsce
3. Breckenridge – 20 stycznia 1996 (skoki akrobatyczne) – 1. miejsce
4. Kirchberg – 2 lutego 1996 (skoki akrobatyczne) – 2. miejsce
5. Oberjoch – 9 lutego 1996 (skoki akrobatyczne) – 3. miejsce
6. Mont Tremblant – 10 stycznia 1998 (skoki akrobatyczne) – 1. miejsce

- W sumie 2 zwycięstwa, 1 drugie i 3 trzecie miejsca.